# Vall de Cardós
Vall de Cardós ist eine katalanische Gemeinde (municipio) mit 375 Einwohnern (Stand: 2024) in der Provinz Lleida im Nordosten Spaniens. Sie ist Teil der Comarca Pallars Sobirà. Die Gemeinde besteht aus den Ortschaften Ainet de Cardós, Anàs, Bonestarre, Cassibrós, Estahón, Lladrós, Ribera de Cardós und Surri. In Ribera de Cardós befindet sich der Verwaltungssitz.
1972 wurde die Gemeinde aus den vormals eigenständigen Kommunen Estahón und Ribera de Cardós gebildet.

## Lage
Vall de Cardós liegt in den Pyrenäen etwa 120 Kilometer nordnordöstlich von Lleida in einer Höhe von ca. 900 m. Die Gemeinde liegt nahe der Grenze zu Frankreich und Andorra wird vom Noguera de Cardós durchflossen.

## Einwohnerentwicklung
| Jahr      | 1981 | 1991 | 2006 | 2011 | 2021 |
| Einwohner | 360  | 333  | 334  | 404  | 382  |

## Sehenswürdigkeiten
- Burganlage von Ribera
- Marienkirche von Ribera de Cardós
- Peterskirche in Lladrós
- Eulalienkirche von Estahón
- Kolumbakirche von Surri
- Andreaskapelle von Cassibrós

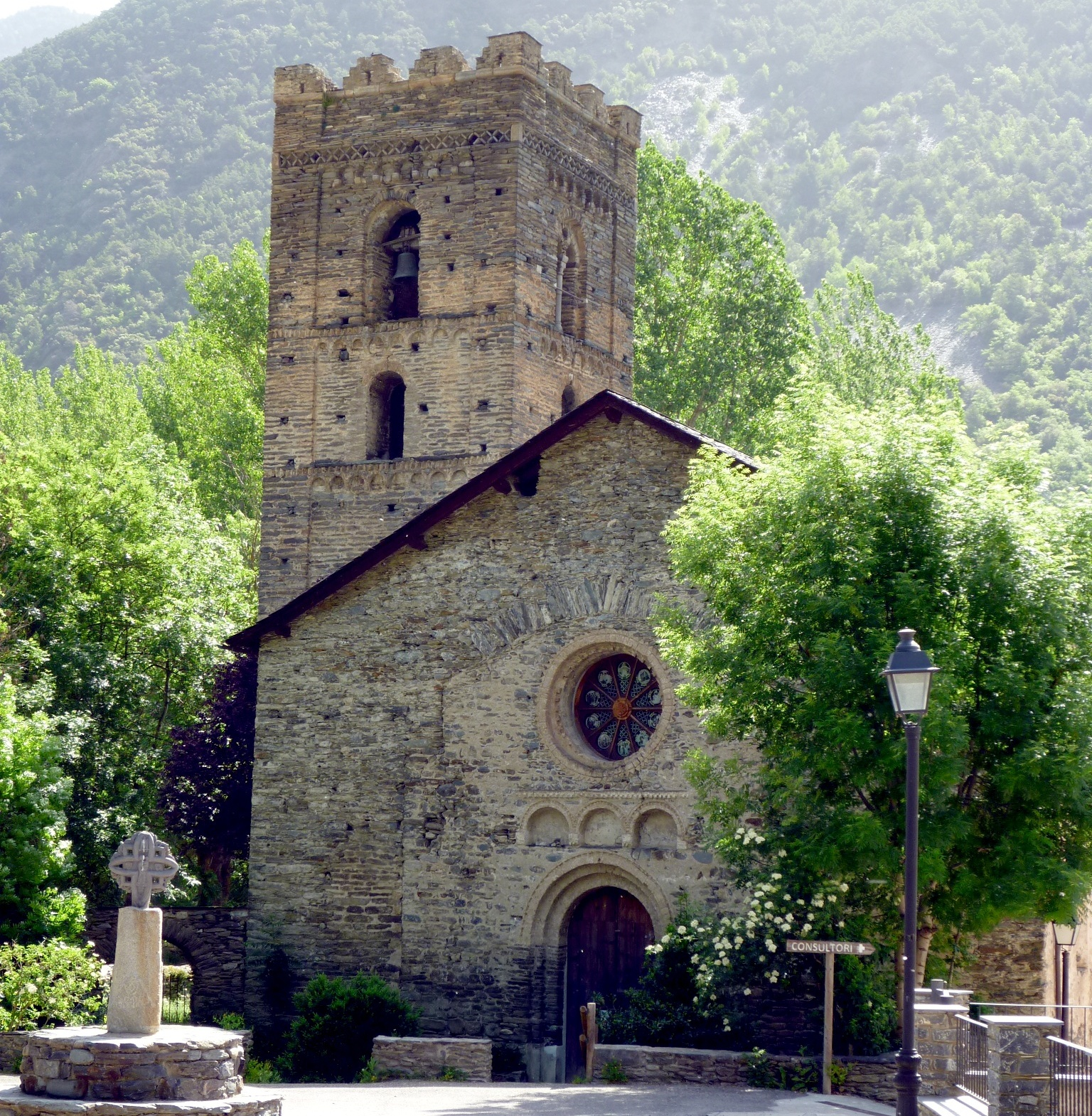
Marienkirche von Ribera de Card
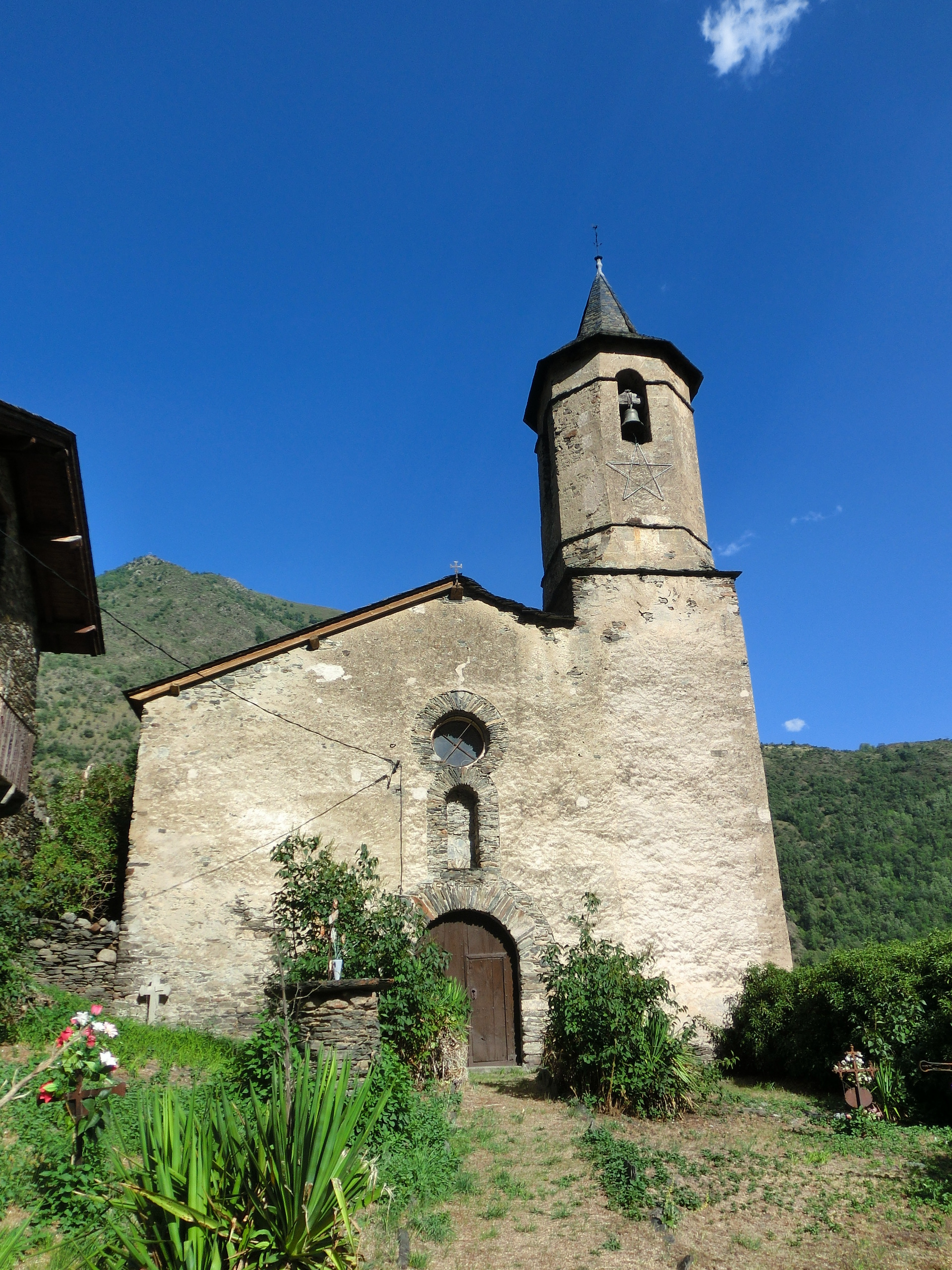
Peterskirche
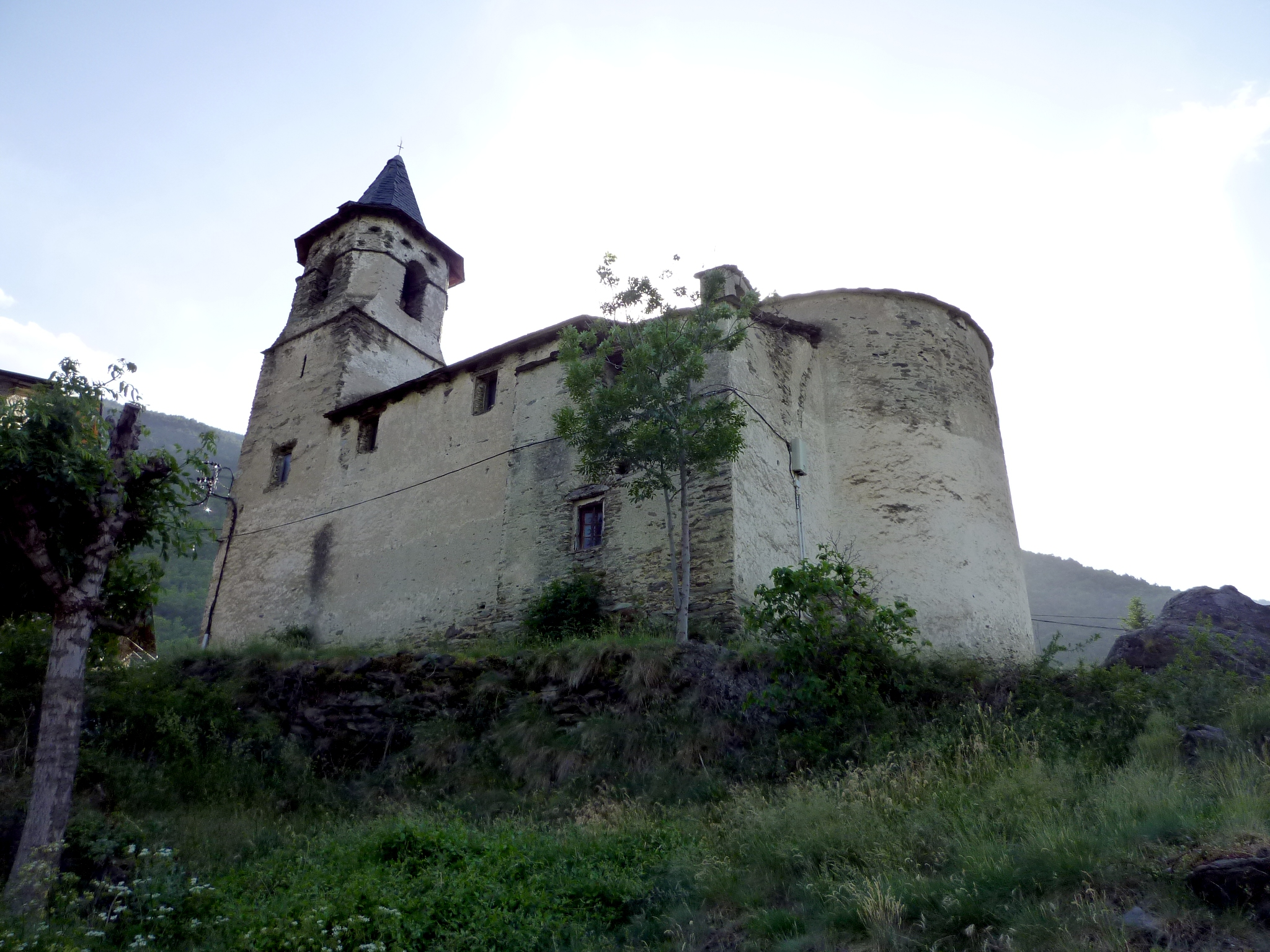
Kolumbakirche
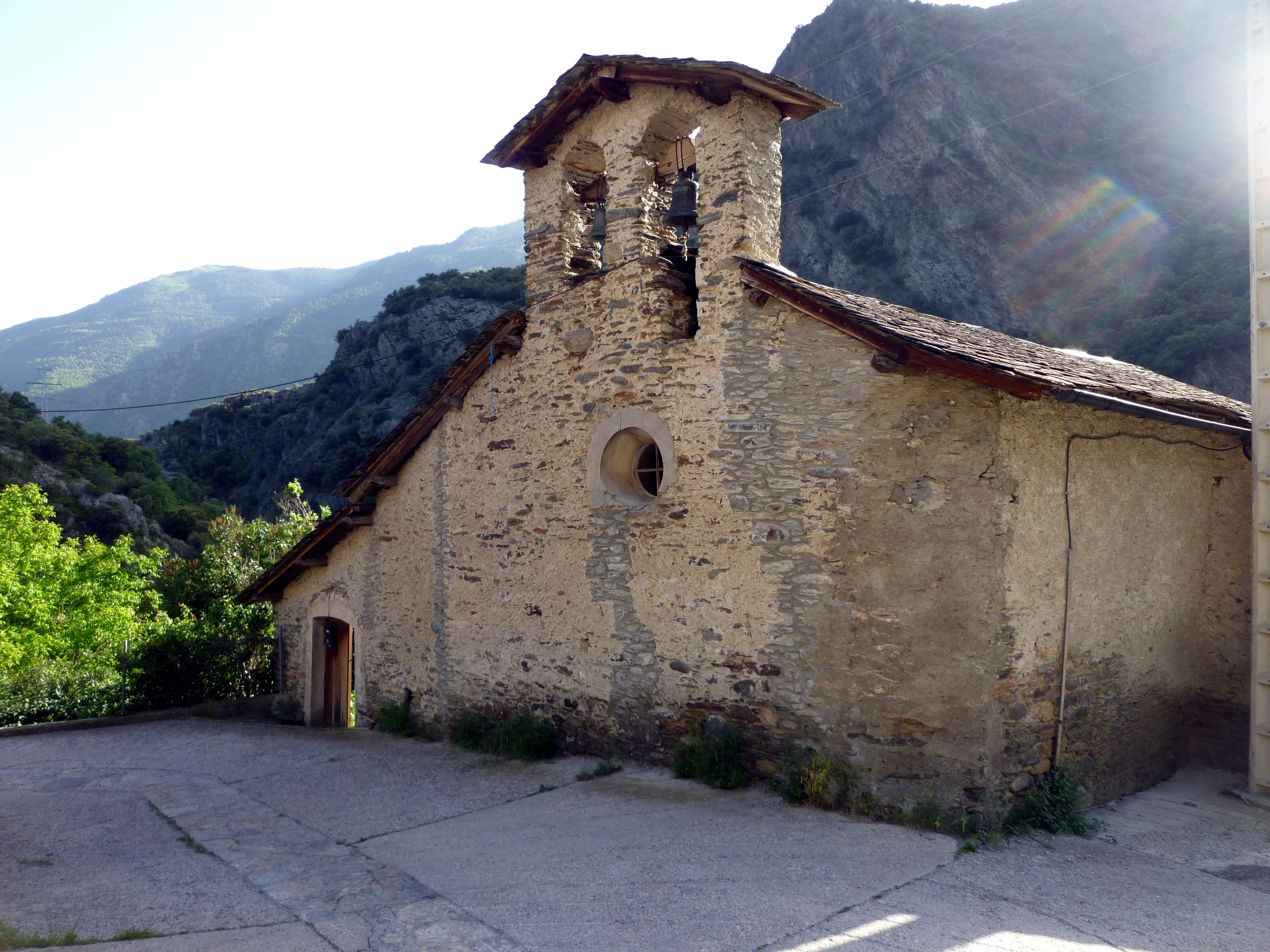
Andreaskapelle